# Préparez vos mouchoirs
Pour plus de détails, voir Fiche technique et Distribution.
Préparez vos mouchoirs est un film franco-belge de Bertrand Blier sorti en 1978, reprenant le duo des Valseuses, Gérard Depardieu et Patrick Dewaere, entourés de Carole Laure, qui remplace Miou-Miou séparée de Patrick Dewaere depuis 1975 et premier rôle au cinéma pour Riton Liebman.

## Synopsis
Raoul a tout essayé pour effacer l'éternel air triste affiché par son épouse, Solange. En vain. Il se dit alors que seul l'amour peut lui redonner le sourire et décide de faire cadeau de la jeune femme à un inconnu, rencontré dans un restaurant. Une fois remis de sa surprise, Stéphane, professeur d'éducation physique dans un petit collège du Nord, finit par accepter ce singulier « présent ». Mais il doit bientôt se rendre à l'évidence : malgré Mozart, son « pote » dont il est inconditionnel de la version du clarinettiste « Gervase de Brumer » du concerto pour clarinette (pure invention du réalisateur, très probable contraction des deux vrais clarinettistes britanniques Gervase de Peyer et Jack Brymer) et les livres de poche, Solange ne se déride pas plus en sa compagnie qu'avec son mari.
Lors d'une colonie de vacances où Raoul et Stéphane sont moniteurs, Solange rencontre Christian Belœil, un surdoué de 13 ans (ayant 158 de quotient intellectuel), dont elle tombe amoureuse. Lui seul réussit à lui redonner le sourire. L'adolescent refuse de rentrer chez lui à la fin de cette colonie. Il s'ensuit une série de rebondissements à l'issue de laquelle Raoul et Stéphane sont incarcérés, et Solange vit chez l'adolescent, dont elle est enceinte.

## Fiche technique
- Titre : Préparez vos mouchoirs
- Réalisation : Bertrand Blier, assisté de Jean-Jacques Aublanc, Jacques Fraenkel et Françoise Levie
- Scénario, adaptation et dialogues : Bertrand Blier
- Décors : Éric Moulard
- Décoration d'intérieur : Gabriel Béchir, Georges Glon et Françoise Hardy
- Photographie : Jean Penzer
- Son : Jean-Pierre Ruh
- Montage : Claudine Merlin
- Musique : Georges Delerue
- Sociétés de production : Les Films Ariane et CAPAC (France) - Belga Films et SODEC (Belgique)
- Format : couleur (Eastmancolor) — 35 mm — 1,66:1 — son mono
- Durée : 108 minutes
- Dates de sortie :
  - France : 11 janvier 1978
  - Belgique : 17 février 1978
- Classification :
  - France : interdit aux moins de 13 ans lors de sa sortie en salles[1], avant d'être réévalué tous publics en 1989[2].
- Affiche : René Ferracci (France)

## Distribution
- Gérard Depardieu : Raoul
- Carole Laure : Solange
- Patrick Dewaere : Stéphane
- Michel Serrault : le voisin
- Éléonore Hirt :  Mme Belœil
- Jean Rougerie : M. Belœil
- Sylvie Joly : la passante
- Riton Liebman : Christian Belœil
- Liliane Rovère : Marthe, la serveuse de bar, alias « Bernadette »
- Michel Beaune : le médecin dans la rue
- Roger Riffard : le médecin du port
- André Thorent : le professeur
- André Lacombe : le délégué syndical
- David Gabison : le quidam (crédité Alain David Gabison)
- Gilberte Géniat : l'ouvreuse du théâtre
- Jean Perin : un ouvrier
- Bertrand De Hautefort : un officier
- Bernard Perpète : un jeune garçon à lunettes (non crédité)
- Philippe Brigaud : le docteur Papillon (non crédité)

## Distinctions
- Oscar du meilleur film étranger à la 51e cérémonie des Oscars
- César de la meilleure musique originale pour Georges Delerue à la 4e cérémonie des César

## Sortie et accueil
Le film bénéficie d'une estime des critiques et totalise le score honorable de 1,3 million d'entrées en salles.

## Tournage
Le film a été tourné pour partie dans la brasserie parisienne Wepler située place de Clichy à Paris.
La première escapade du trio dans une station balnéaire de Normandie se déroule au Tréport.
La scène de l'évanouissement de Solange durant un concert a lieu au théâtre du Gymnase, à Paris.
L’arrivée du car et la course-poursuite ont lieu à la Cité du Nouveau Monde à La Louvière (Belgique).

## Bande originale
Sauf indication contraire, les informations mentionnées dans cette section peuvent être confirmées par le générique de fin de l'œuvre audiovisuelle présentée ici, ainsi que par la base de données cinématographiques IMDb,  présente dans la section « Liens externes ».Ci-dessous sont listées les musiques additionnelles non référencées par l'IMDb mais créditées au générique.
- Concerto n 23 KV 488 Adagio -  - Wolfgang Amadeus Mozart
- Concerto pour clarinette, KV. 622 - Wolfgang Amadeus Mozart
- Mélodie hongroise en si mineur, D. 817 - Franz Schubert par Alfred Brendel
- Quatuor à cordes K. 590 - Wolfgang Amadeus Mozart
- Quintette à cordes no 4 K. 516 - Wolfgang Amadeus Mozart
- Quatuor à cordes no 19 de Mozart - Wolfgang Amadeus Mozart